# Hrabstwo Douglas (Illinois)

Piramida wieku hrabstwa

Hrabstwo Douglas – hrabstwo w USA, w stanie Illinois, według spisu z 2000 roku liczba ludności wynosiła 19 922. Siedzibą hrabstwa jest Tuscola.

## Geografia
Według spisu hrabstwo zajmuje powierzchnię 1081 km², z czego 1080 km² stanowią lądy, a 1 km² (0,13%) stanowią wody.

### Sąsiednie hrabstwa
- Hrabstwo Champaign – północ
- Hrabstwo Vermilion – północny wschód
- Hrabstwo Edgar – wschód
- Hrabstwo Coles – południe
- Hrabstwo Moultrie – zachód
- Hrabstwo Piatt -północny zachód

## Historia

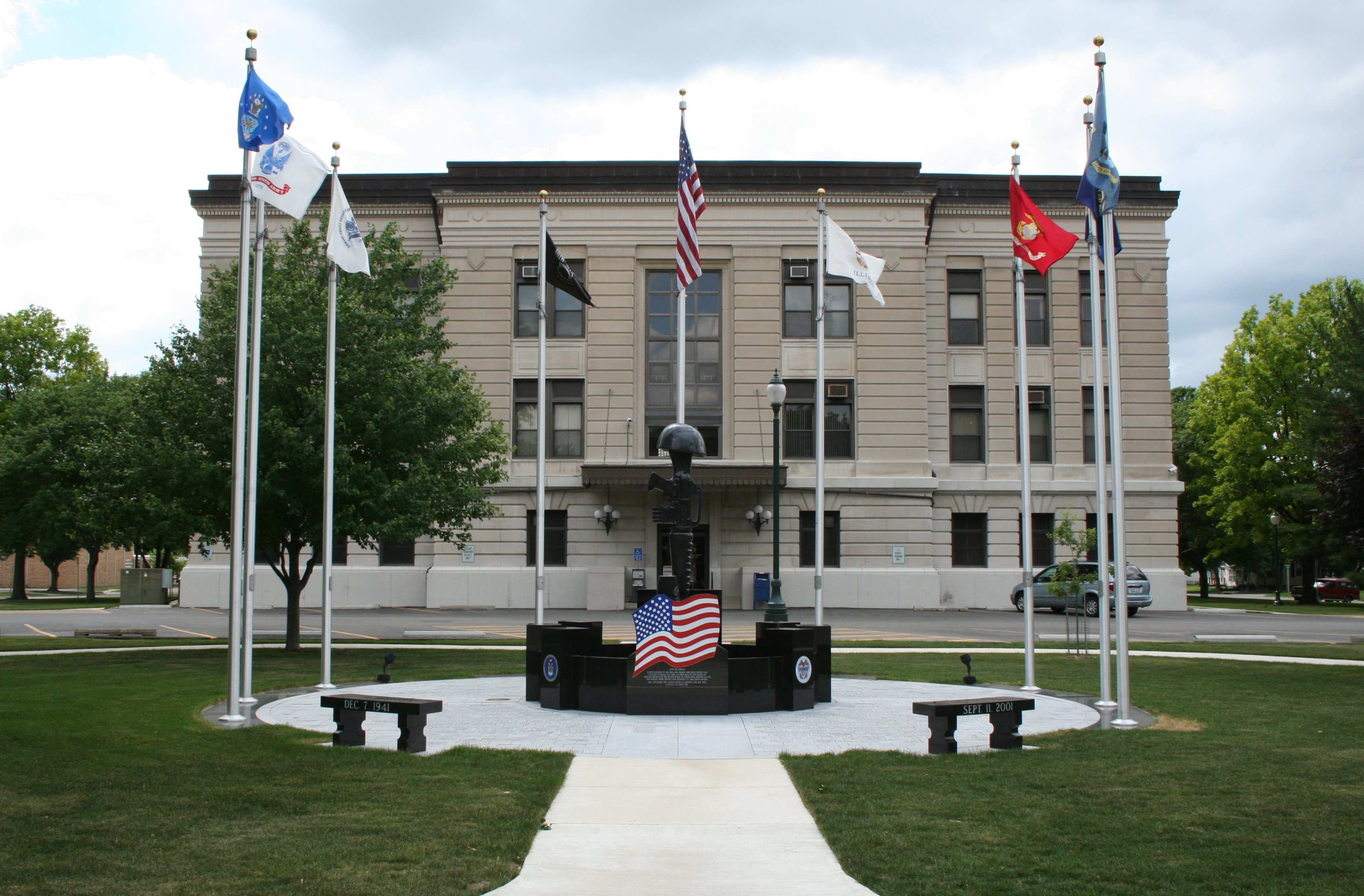
Pomnik weteranów stojący naprzeciwko gmachu lokalnego rządu

Hrabstwo Douglas zostało oficjalnie utworzone w 16 lutego 1859 roku z terenów Hrabstwa Coles. Swoją nazwę obrała na cześć Stephena A. Douglasa, który zasiadał w Senacie Stanów Zjednoczonych w 1858 roku, uczestnika debat Lincoln–Douglas w 1858 roku.

## Demografia
Według spisu z 2000 roku hrabstwo zamieszkuje 10 922 osób, które tworzą 7574 gospodarstw domowych oraz 5476 rodzin. Gęstość zaludnienia wynosi 18 osób/km². Na terenie hrabstwa jest 8005 budynków mieszkalnych o częstości występowania wynoszącej 7 budynków/km². Hrabstwo zamieszkuje 97,25% ludności białej, 0,30% ludności czarnej, 0,16% rdzennych mieszkańców Ameryki, 0,26% Azjatów, 0,01% mieszkańców Pacyfiku, 1,32% ludności innej rasy oraz 0,70% ludności wywodzącej się z dwóch lub więcej ras, 3,46% ludności to Hiszpanie, Latynosi lub inni.
W hrabstwie znajduje się 7574 gospodarstw domowych, w których 33,50% stanowią dzieci poniżej 18 roku życia mieszkający z rodzicami, 61,10% małżeństwa mieszkające wspólnie, 7,90% stanowią samotne matki oraz 27,70% to osoby nie posiadające rodziny. 24,70% wszystkich gospodarstw domowych składa się z jednej osoby oraz 12,30% żyje samotnie i ma powyżej 65 roku życia. Średnia wielkość gospodarstwa domowego wynosi 2,59 osoby, a rodziny wynosi 3,10 osoby.
Przedział wiekowy populacji hrabstwa kształtuje się następująco: 27,00% osób poniżej 18 roku życia, 8,0% pomiędzy 18 a 24 rokiem życia, 26,80% pomiędzy 25 a 44 rokiem życia, 22,10% pomiędzy 45 a 64 rokiem życia oraz 16,00% osób powyżej 65 roku życia. Średni wiek populacji wynosi 37 lat. Na każde 100 kobiet przypada 94,0 mężczyzn. Na każde 100 kobiet powyżej 18 roku życia przypada 92,00 mężczyzn.
Średni dochód dla gospodarstwa domowego wynosi 39 439 USD, a średni dochód dla rodziny wynosi 46 117 dolarów. Mężczyźni osiągają średni dochód w wysokości 33 079 dolarów, a kobiety 21 474 dolarów. Średni dochód na osobę w hrabstwie wynosi 18 474 dolarów. Około 4,20% rodzin oraz 6,40% ludności żyje poniżej minimum socjalnego, z tego 7,90% poniżej 18 roku życia oraz 7,60% powyżej 65 roku życia.

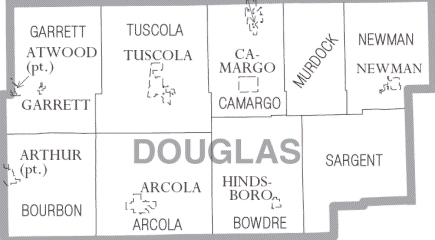
Mapa hrabstwa

## Miasta
- Arcola
- Newman
- Tuscola

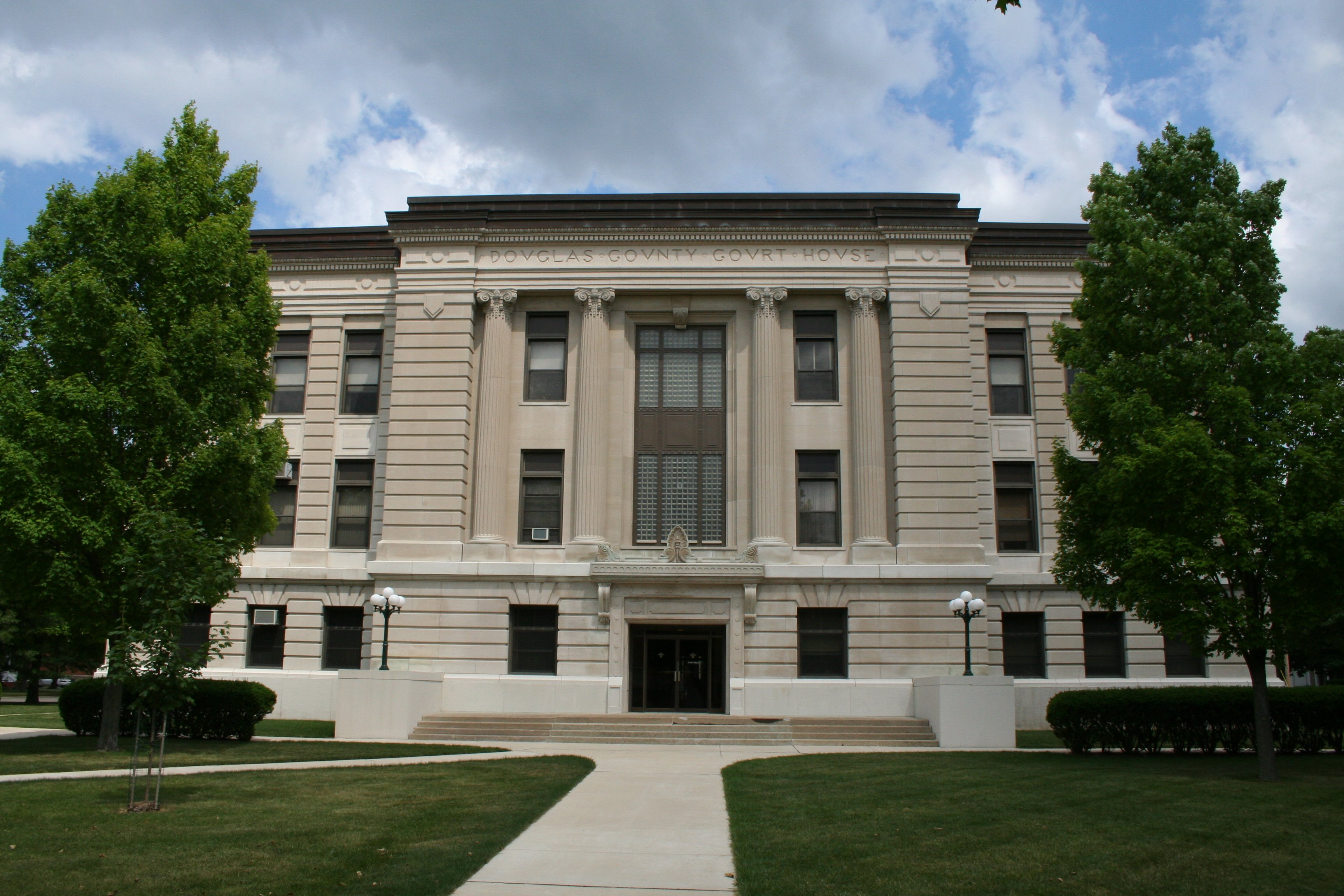
Budynek siedziby władz
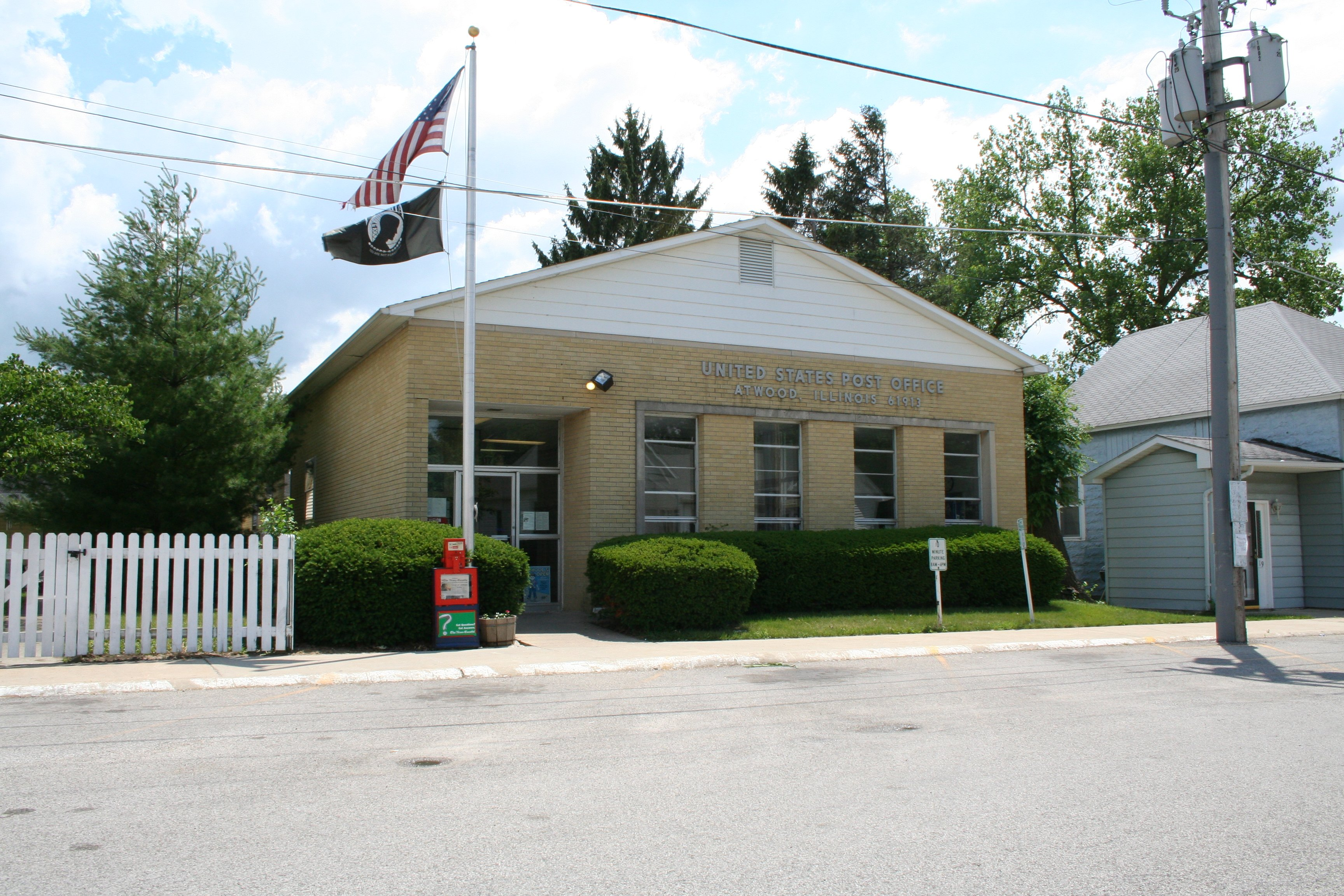
Poczta
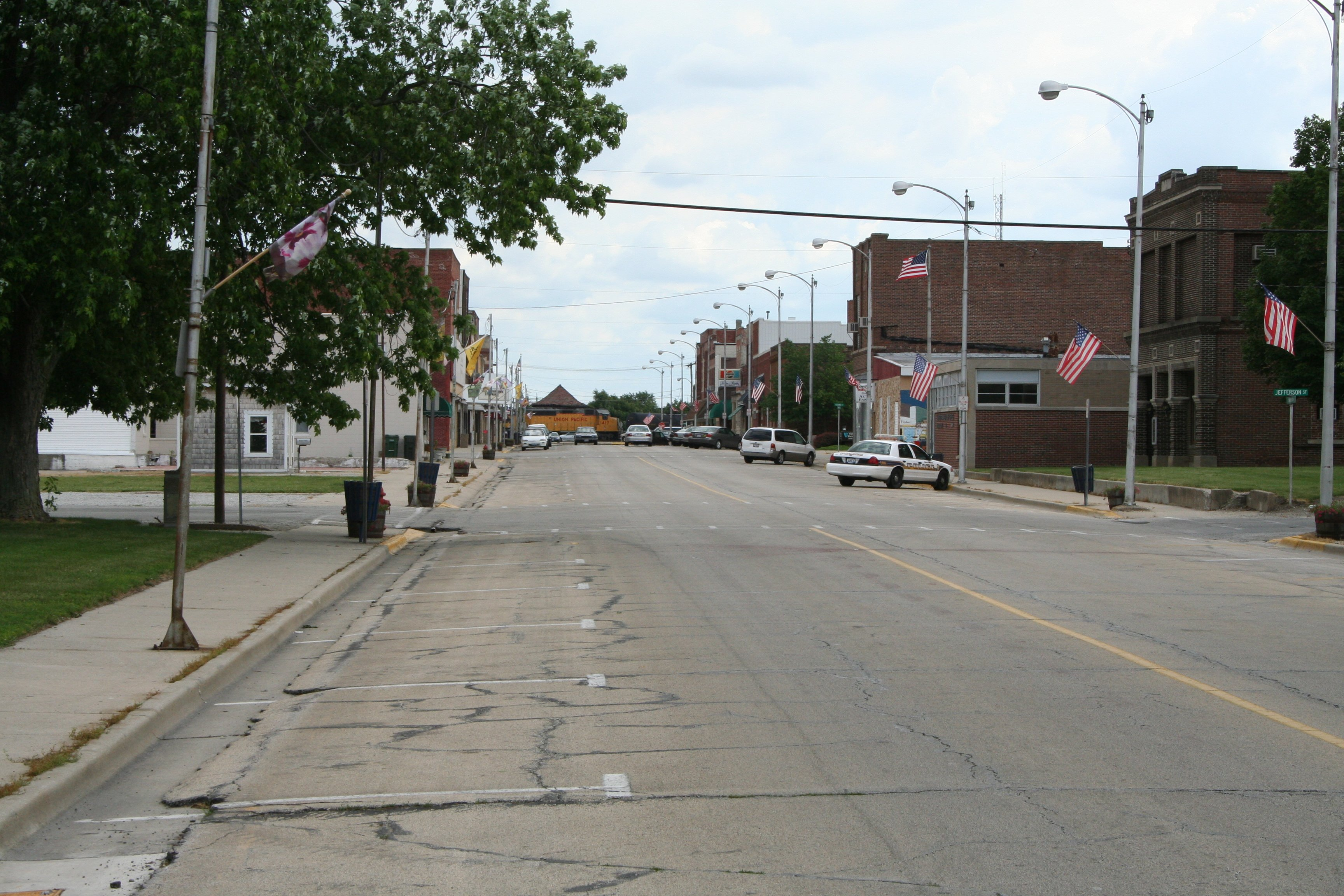
Villa Grove

## Wioski
- Arthur
- Atwood
- Camargo
- Garrett
- Hindsboro